# Cruls (cráter)
Cruls es un cráter de impacto en el cuadrilátero de Eridania en Marte a 42,91°S y 163,03°E. y es 87,89 km de diámetro. Su nombre fue asignado en 1973 por la Unión Astronómica Internacional, en honor al astrónomo brasileño Luís Cruls.  La evidencia de actividad glacial previa es evidente en imágenes.

## Características glaciales
Se cree que los glaciares, vagamente definidos como parches de hielo que fluye actualmente o recientemente, están presentes en áreas grandes pero restringidas de la superficie marciana moderna, y se infiere que se distribuyeron más ampliamente en tiempos pasados.

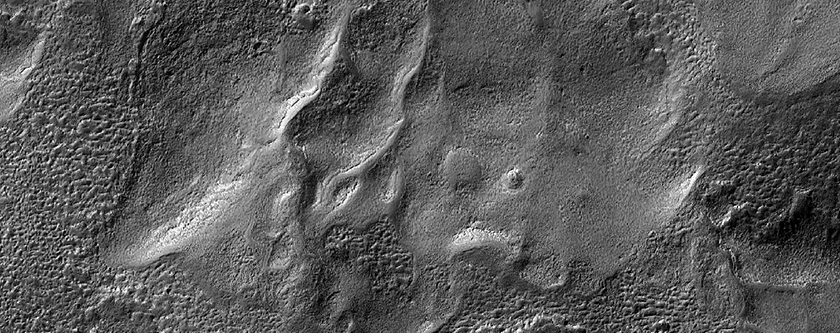
Primer plano de las características del flujo glacial en el cráter Cruls, HiRISE, Mars Reconnaissance Orbiter
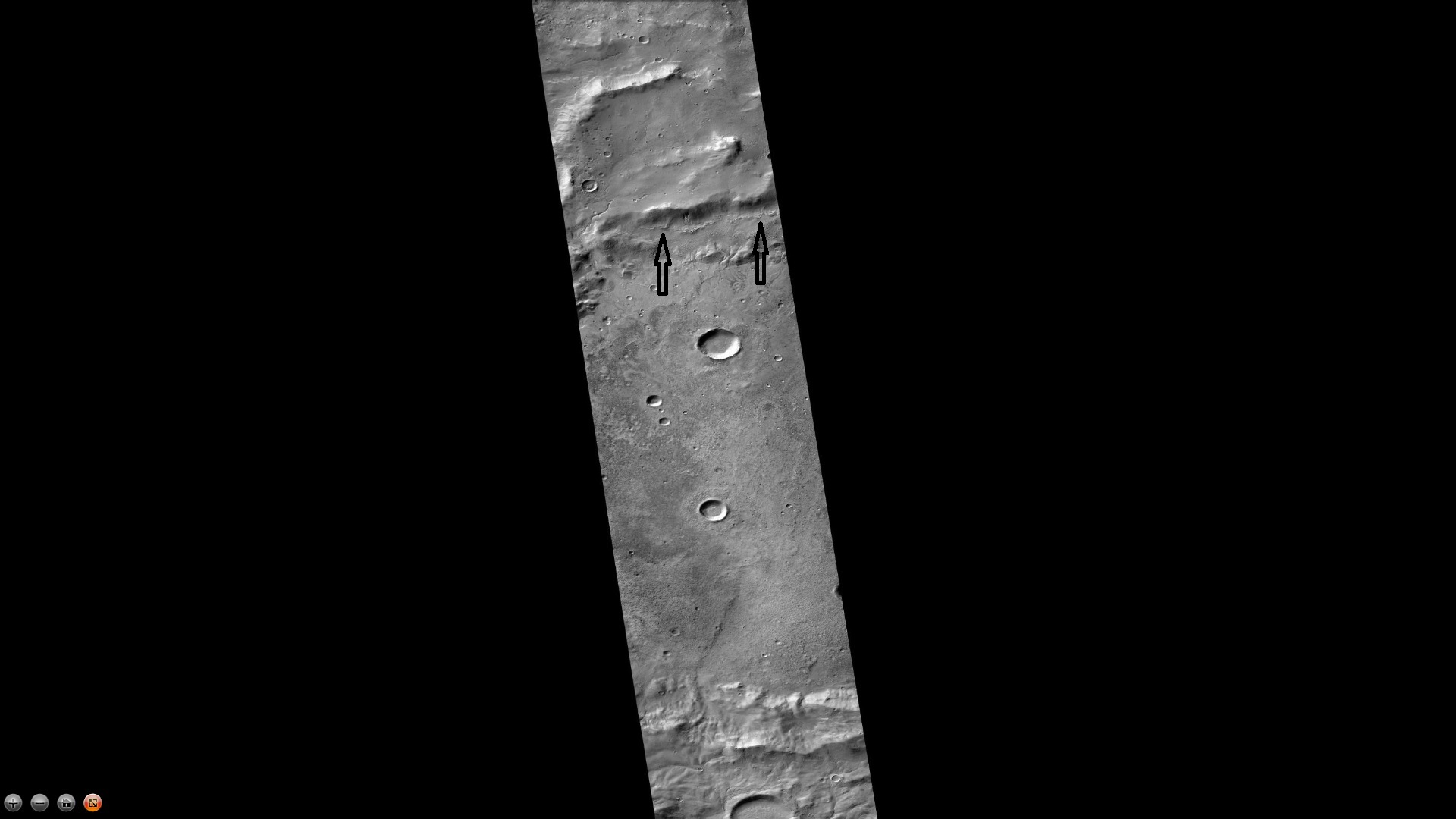
Cráter Cruls, visto por la cámara CTX (en el Mars Reconnaissance Orbiter). Las flechas indican glaciares antiguos.
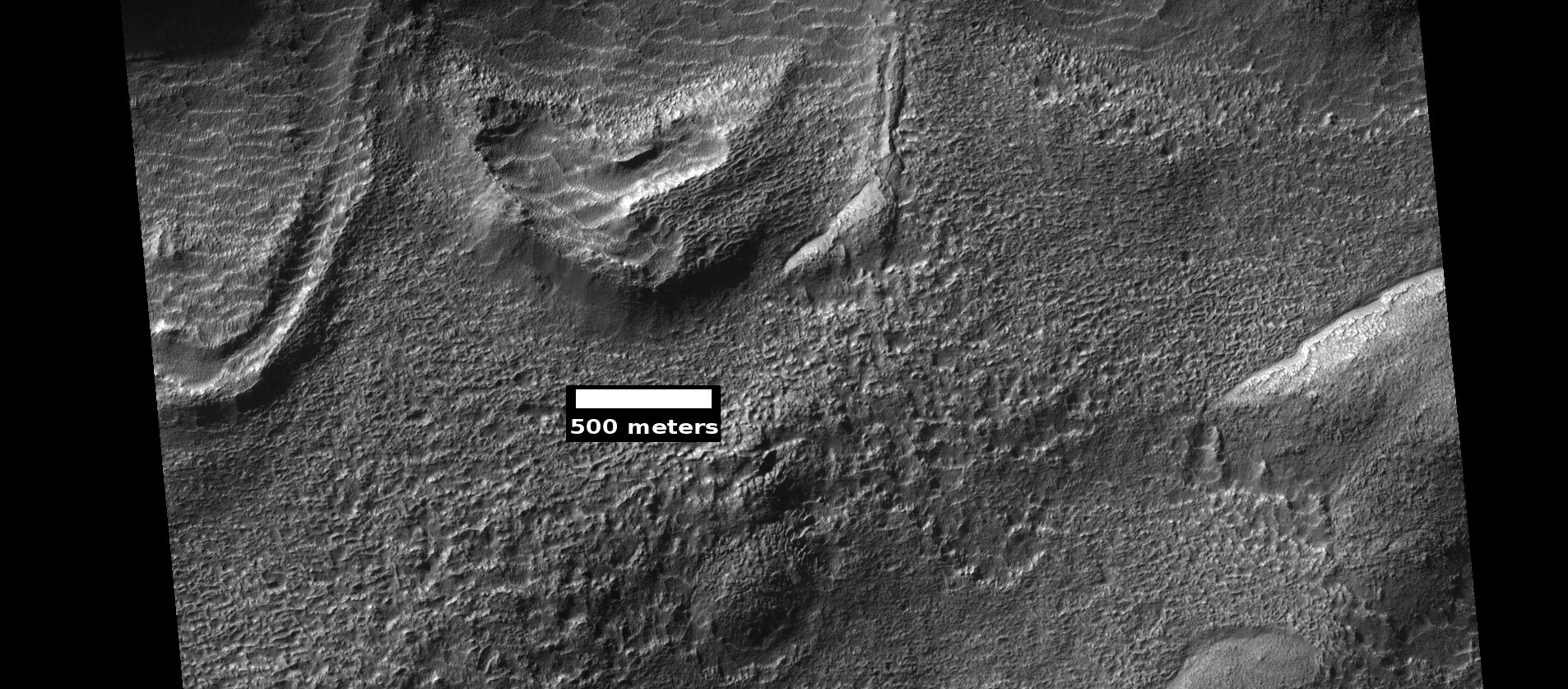
Viejos glaciares en el cráter Cruls, vistos por HiRISE bajo el programa HiWish .
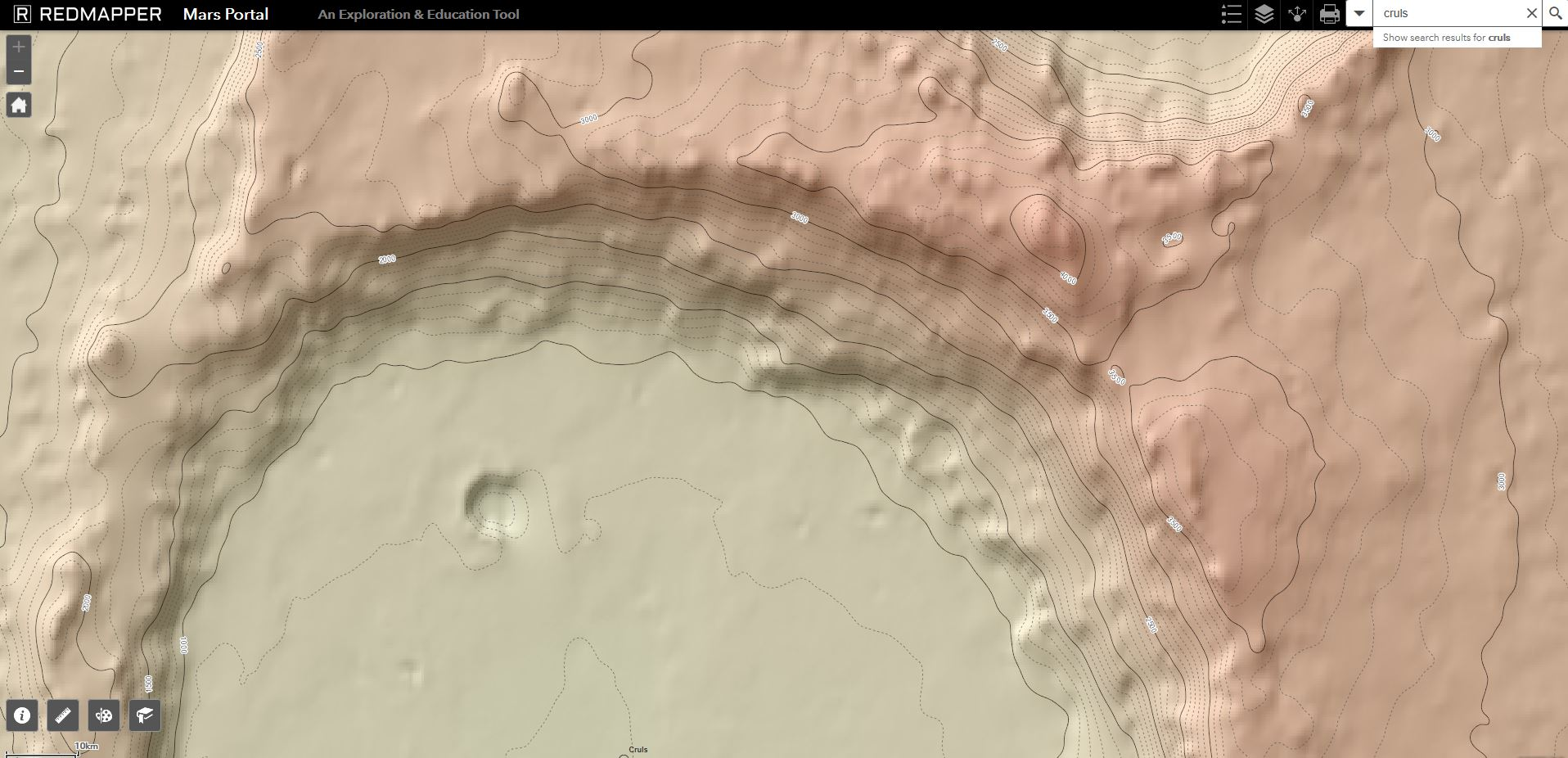
Este mapa topográfico fue creado utilizando la tecnología Mars Orbiter Laser Altimeter (MOLA) en la nave espacial Mars Global Surveyor. Esta imagen es una captura de pantalla del sitio web de RedMapper y muestra el borde norte del cráter Cruls.
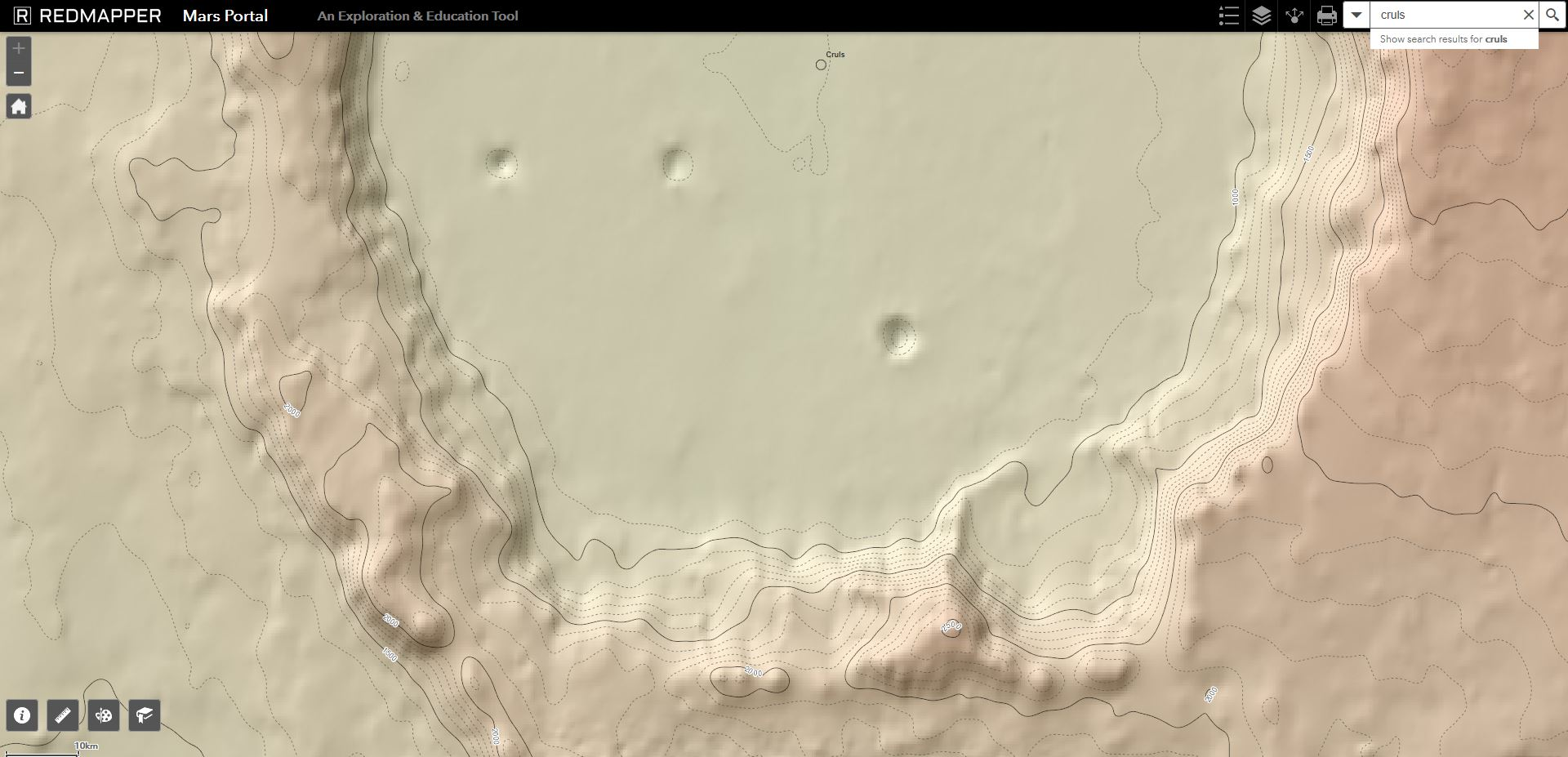
Este mapa topográfico fue creado utilizando la tecnología Mars Orbiter Laser Altimeter (MOLA) en la nave espacial Mars Global Surveyor. Esta imagen es una captura de pantalla del sitio web de RedMapper y muestra el borde sur del cráter Cruls.